# Lantmätare

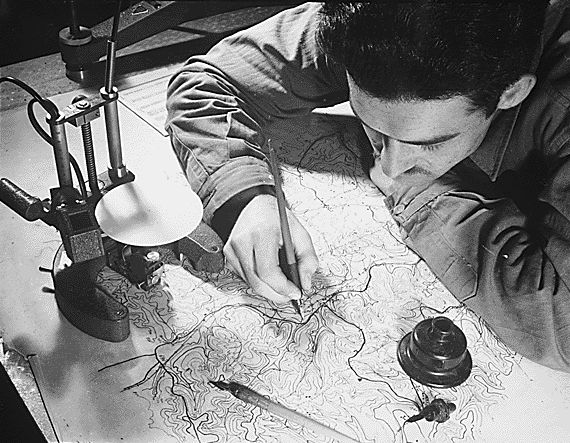
En kartograf i arbete med användning av klassiska kartritningsmetoder (1943)

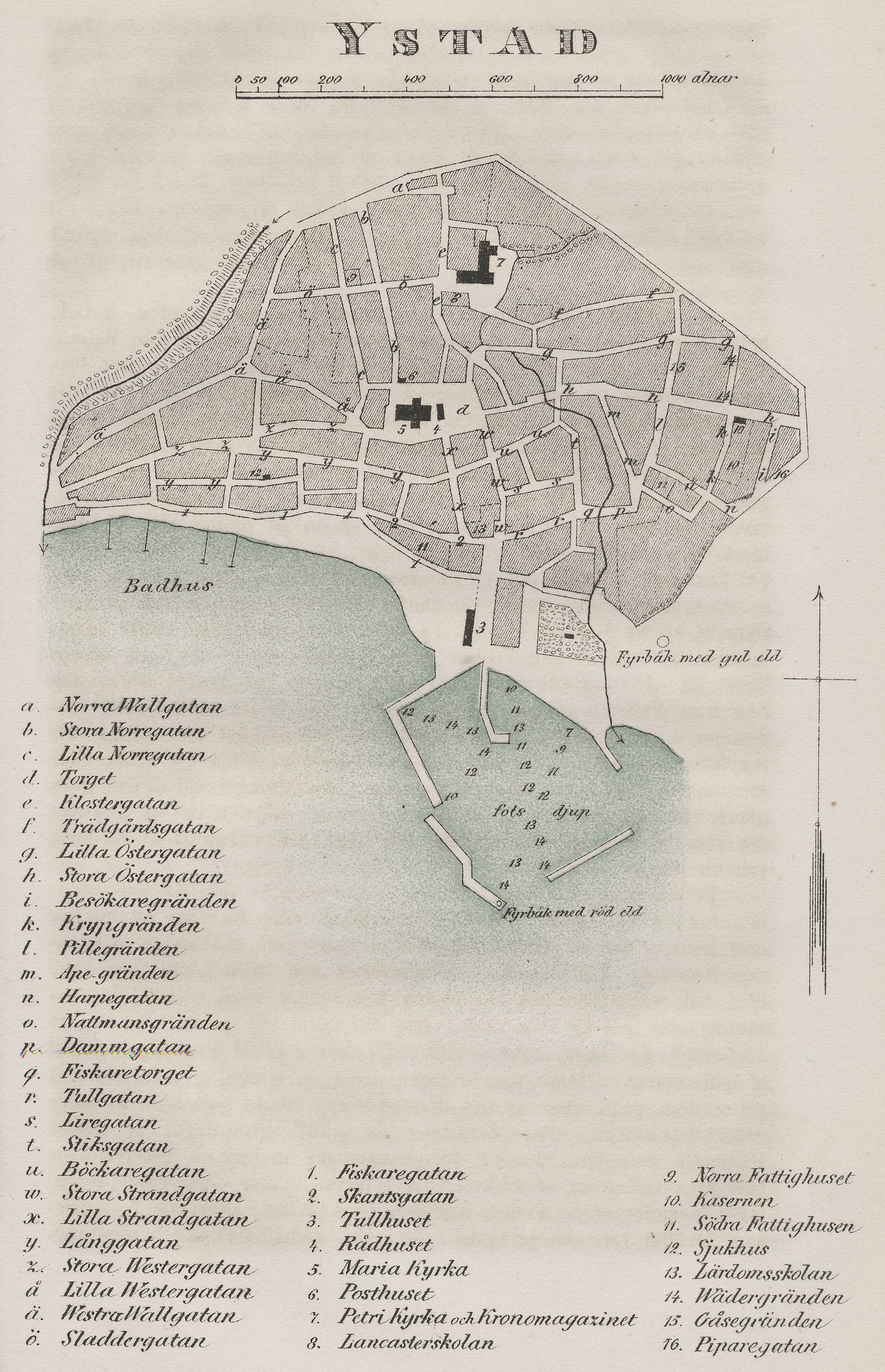
Handgjord karta över Ystad ca 1850.

Lantmätare innebär en person som utför lantmäteriverksamhet eller har utbildning på fältet. Liknande typer av ord är kartografer personer som specialiserade på framställning av kartor. Även beteckningarna kartingenjörer och karttekniker används för specifika utbildnings- och yrkesinriktningar.
Sådana individer tar examen från flera skolor med olika grader och titlar. Kartläggare tar examen från yrkesskolan. De som har tagit examen från en yrkeshögskola och universitet kallas lantmäteriingenjör.
Förutom kartläggning kan lantmätarens arbetsuppgifter vara relaterade till  exempelvis fjärranalys, geodesi, fastighets- eller geodatafrågor.

## Historiska roller i Sverige
Kommissionslantmätare avsåg ursprungligen de lantmätare som vid mitten av 1700-talet anställdes för utförande av särskilda arbetsuppgifter, för vilka den förutvarande lantmäteripersonalen var otillräcklig; sedermera titel för ordinarie lantmätare som icke uppnått befordran till andre eller förste lantmätare. 1909 utbytt mot distriktslantmätare. Kommissionslantmätare med kunglig fullmakt (kommission) tillsattes egentligen först när Jacob Faggot år 1757 igångsatt storskiftet. Kommissionslantmätarna skulle år 1802 borttagas för att minska antalet löner, men det var endast deras lön som försvann, ty man fann det snart nödvändigt, att på grund av hög arbetsbelastning, åter tillsätta kommissionslantmätare. Dessa fick mestadels betalt av den eller de som begärt  t. ex. skiftesdelningar.